# 费尔柴尔德梅特罗
费尔柴尔德梅特罗（Fairchild Swearingen Metroliner 或 Fairchild Aerospace Metro）是一款19座雙渦槳引擎客機，由史威靈飛機公司生產，公司被收購後改由费尔柴尔德公司生產。

## 發展
梅特罗是同公司“史威靈梅林”的改進版本，擁有全新的機鼻、機翼、起落架和水平尾翼。最初設計為可載22名乘客，但礙於美國聯邦航空總署規定19座級以上需要空中服員，只好減至19人。原型機於1968年建造，1969年8月26日首飛。後來史威靈公司因財務困難而被费尔柴尔德公司收購，但仍順利开發出了梅特罗客機。
1974年推了Metro II型號，主要降低了機艙噪音。此型號擁有對應的公務機版本，名為Metro IV。1980年推出了Metro III，主要增加了最大起飛重量和翼展，螺旋槳亦增加至四葉片。此型號亦擁有公務機和貨機版本。Metro 23原本名為Metro IV，增加了最大起飛重量，發動機也更具效率。
1987年的巴黎航空展中，费尔柴尔德宣佈推出Metro V和Metro VI，此二机型较之前版本加長了機身和機艙高度，機翼重新設計，採用T型尾翼等設計；此外亦設有公務機版本。由於航空公司缺乏興趣，费尔柴尔德公司不得不把計劃擱置。此外費爾柴尔德公司亦曾計劃基于Metro III机型开发Metro 25式飞机，在增加最大起飛重量的同时，将載客量提升至25人，并取消機身左後方的貨艙門。Metro 25於1989年首飛。
梅特罗飛機於1998年停產，但最後一架飛機延遲至2001年才交付給客戶。

## 性能 （Metro II）
参考资料：http://www.airliners.net
基本信息
- 机组：2人；貨機型1人
- 容量：19人或143.5尺³

性能